# Asienspiele 2022/Triathlon
Bei den Asienspielen 2022 wurden vom 29. September bis 2. Oktober 2023 insgesamt drei Wettbewerbe im Triathlon ausgetragen, davon je einer bei den Männern und bei den Frauen sowie eine Mixedstaffel. Austragungsort war der Chun’an Jieshou Sports Centre Triathlon Course.

## Bilanz

### Medaillenspiegel
| Platz  | Land       | Gold | Silber | Bronze | Gesamt |
| ------ | ---------- | ---- | ------ | ------ | ------ |
| 1      | Japan      | 3    | 1      | —      | 4      |
| 2      | China      | —    | 2      | 1      | 3      |
| 3      | Hongkong   | —    | —      | 1      | 1      |
| 3      | Kasachstan | —    | —      | 1      | 1      |
| Gesamt | Gesamt     | 3    | 3      | 3      | 9      |

### Medaillengewinner
| Disziplin     | Gold                                                  | Silber                                          | Bronze                                                   |
| ------------- | ----------------------------------------------------- | ----------------------------------------------- | -------------------------------------------------------- |
| Männer        | Kenji Nener                                           | Makoto Odakura                                  | Ajan Beisenbajew                                         |
| Frauen        | Yūko Takahashi                                        | Lin Xinyu                                       | Yang Yifan                                               |
| Mixed-Staffel | JapanKenji Nener Yūko Takahashi Takumi Hojo Yuka Satō | ChinaLi Mingxu Lin Xingyu Fan Junjie Huang Anqi | HongkongTsz To Wong Bailee Brown Jason Ng Charlotte Hall |